# Can Bec de Baix
Can Bec de Baix és una masia del municipi d'Agullana inclosa en l'Inventari del Patrimoni Arquitectònic de Catalunya. El gener-febrer 1939 Juan Negrín, el president del Govern espanyol hi feu estada, camí de l'exili. A costat de la masia es troba El Fadrí, un arbre monumental igualment protegit i un jaciment arqueològic de l'edat del bronze, inclòs a l'Inventari del Patrimoni Arqueològic i Paleontològic de Catalunya.

## Descripció
Masia aïllada situada a uns dos quilòmetres del poble, composta per diferents cossos que configuren una estructura totalment irregular. Cadascun d'aquests cossos tenen diferents alçades i diferent estructura. Així, a la façana principal, trobem un gran cos, que és la masia pròpiament dita, de planta baixa i dos pisos, amb una gran terrassa al primer pis i una galeria d'arcs de mig punt a la façana lateral. La coberta d'aquest edifici és a dues vessants, i la finestra del pis superior és de grans dimensions i carreuada.
Al costat d'aquest edifici, n'existeix un altre adossat amb una escala lateral per accedir al primer pis; consta de planta baixa, pis i golfes i la coberta és a una vessant. Tot i que la façana està arremolinada, les cantonades estan cobertes amb carreus ben tallats.

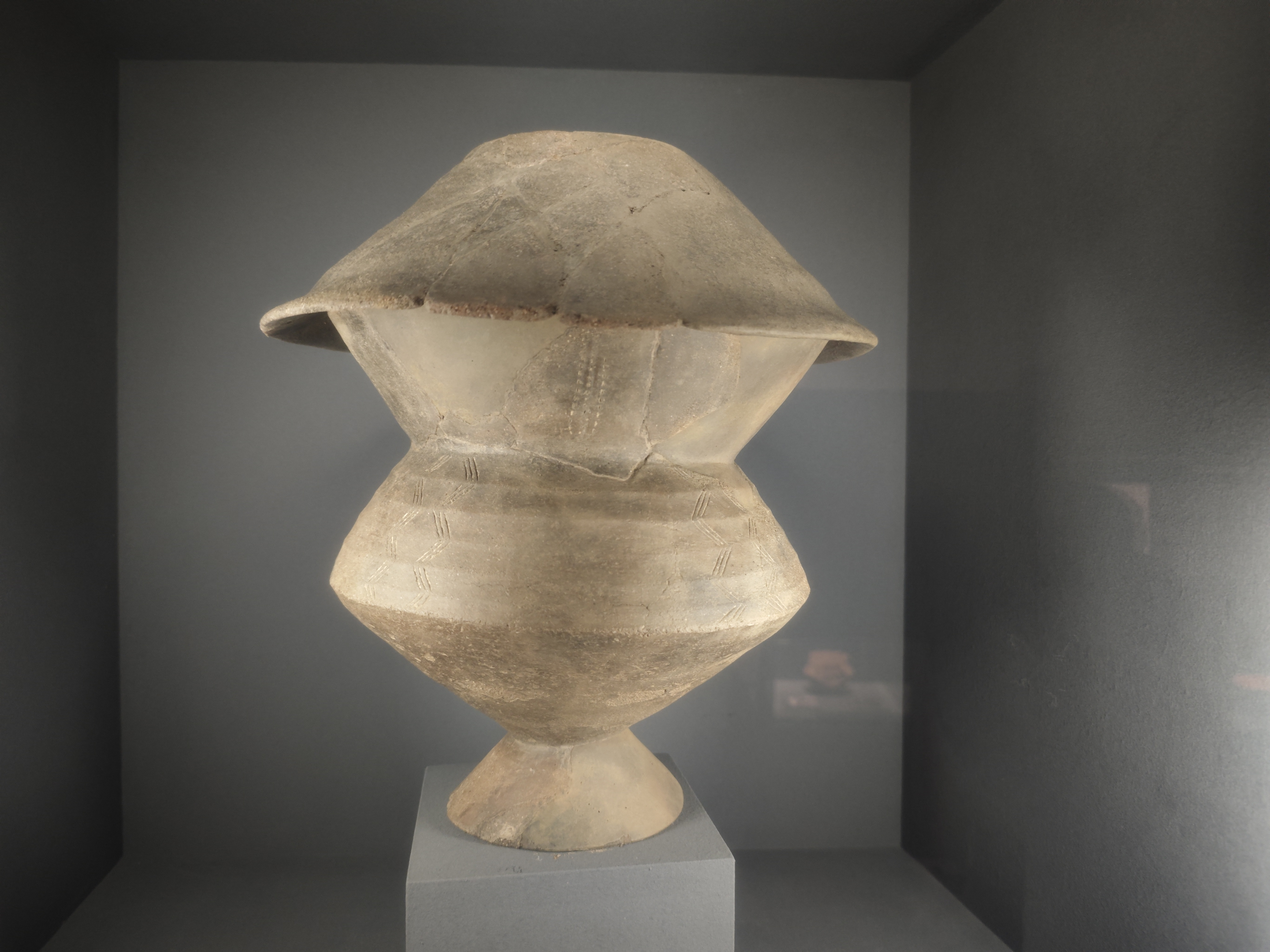
MAC-BCN-17742-17743 Conjunt funerari d'urna i tapadora. s.VII aC. Ceràmica. Can Bech de Baix tomba 189 (Agullana)

Un tercer cos forma aquest mas; la seva façana es troba a la par posterior de l'edifici principal. Aquesta façana només té una entrada, tot i que és una gran porta d'arc de mig punt amb dovelles molt ben tallades. La façana lateral d'aquest edifici té unes obertures de dimensions considerables, sobretot les del pis superior, carreuades, la central de les quals amb arc de mig punt.